# 台灣女性影像學會
社團法人台灣女性影像學會（英語：Taiwan Women's Film Association）為臺灣一社團法人、非營利組織。其前身為台北市女性影像學會，立案於1998年9月19日，當時自1993年舉辦的「女性影像藝術展」已舉辦五屆，為使影展營運更加組織化，並拓展性別影像的深耕，因此成立「台北市女性影像學會」，並於2004年5月28日轉型為全國性組織「社團法人台灣女性影像學會」。「女性影像藝術展」後以「Women Make Waves台灣國際女性影展」持續舉辦至今，為國人引介了近千部難得一見的外片，以及別具匠心的國片。藉由女性影像之國際觀摩，拓展女性創作視野，並增進台灣與國際女影人之交流，不僅是台灣第一個女权主义电影影展、僅次於金馬國際影展台灣第二個影展，更創全國首例於各戲院、院校、藝文中心、社區等據點巡迴放映，也是亞洲兼具重要性與代表性的影展之一。
學會自2001年起辦理女性影展全國巡迴，此舉為全國首創，與地方戲院、社區、校園及藝文場所等共同辦理放映，期望使性別影像遍及全國，藉此消弭影像教育城鄉差距，並推廣性別平權和影像美學。此外，學會也從事包括書籍刊物出版、DVD發行 （页面存档备份，存于）、網路資料庫建置等業務，除提供教學資源外，也豐富國內電影及性別研究資源。近年來亦著手辦理紀錄片培訓營、策展人培訓班、實驗電影工作坊等，鼓勵新生代透過鏡頭執掌轉移， 勇敢創作發聲。

## 沿革
台灣女性影像學會成立於2004年，前身為1998年9月19日成立的「台北市女性影像學會」。在正式成立學會之前的1993年－2004年，已舉辦了10屆台灣國際女性影展。除影展外，台灣女性影像學會更將觸角擴及書籍刊物出版，以及DVD發行等業務。並於2009年起，系統性擴充網站資料庫，除提供各界所需教育資源外，也豐富國內女性電影理論與性別研究論述。

## 任務
1. 舉辦女性影展
2. 舉辦女性影像教育活動
3. 推動性別平權概念
4. 製作和發行女性影像作品
5. 女性影像網站之整理及資料庫之建立
6. 加強國際文化交流
7. 女性影像目錄與相關書籍之出版